# Gyromantis occidentalis
Gyromantis occidentalis là một loài bọ ngựa trong họ Mantidae. Chúng là loài đặc hữu của Australia.